# Denis Fonquerle
Denis Antonin Fonquerle, né le 28 septembre 1919 à Montagnac en France et mort le 18 août 2005 à Agde,, est un pionnier de l'archéologie sous-marine et subaquatique.

## Biographie
Le 2 avril 1960, il fonde, avec Michel Souques, le GRASPA (Groupe de Recherches Archéologiques Subaquatiques et de Plongée d'Agde).
Il est l'auteur de nombreuses découvertes archéologiques dans l'Hérault.
Il est présent lors de la découverte, le 13 septembre 1964, par Jackie Fanjaud, de la statue dite l'Éphèbe d'Agde dans le lit du fleuve Hérault (près de la cathédrale d'Agde). La statue sera exposée au musée parisien du Louvre au côté de la Victoire de Samothrace, au sein du département des Antiques dans la salle des originaux grecs.
Denis Fonquerle œuvre durant plusieurs années afin d'obtenir le retour de la statue à Agde. Il y parvient en 1987, et la statue est désormais exposée au Musée de l'Éphèbe, créé spécialement pour elle au Cap d'Agde.
En février 1988, il fonde la Fédération des archéologues bénévoles et amateurs de France, dont il devient président.
Il fut également conservateur du musée d'Agde, et directeur du Centre méditerranéen d'études et de recherches archéologiques subaquatiques.